# Scales Mound
Scales Mound és una vila dels Estats Units a l'estat d'Illinois. Segons el cens del 2000 tenia 401 habitants.

## Demografia
Segons el cens del 2000, Scales Mound tenia 401 habitants, 164 habitatges, i 108 famílies. La densitat de població era de 673,2 habitants/km².
Dels 164 habitatges en un 31,1% hi vivien nens de menys de 18 anys, en un 54,3% hi vivien parelles casades, en un 8,5% dones solteres, i en un 34,1% no eren unitats familiars. En el 32,3% dels habitatges hi vivien persones soles el 18,3% de les quals corresponia a persones de 65 anys o més que vivien soles. El nombre mitjà de persones vivint en cada habitatge era de 2,45 i el nombre mitjà de persones que vivien en cada família era de 3,08.
Per edats la població es repartia de la següent manera: un 24,9% tenia menys de 18 anys, un 10% entre 18 i 24, un 26,4% entre 25 i 44, un 19% de 45 a 60 i un 19,7% 65 anys o més.
L'edat mediana era de 38 anys. Per cada 100 dones de 18 o més anys hi havia 85,8 homes.
La renda mediana per habitatge era de 35.294 $ i la renda mediana per família de 37.386 $. Els homes tenien una renda mediana de 26.875 $ mentre que les dones 20.288 $. La renda per capita de la població era de 15.992 $. Aproximadament el 6,1% de les famílies i el 7,8% de la població estaven per davall del llindar de pobresa.

## Poblacions properes
El següent diagrama mostra les poblacions més properes.